# Carbon Disclosure Project
Das Carbon Disclosure Project (CDP) ist eine im Jahr 2000 in London gegründete Non-Profit-Organisation mit dem Ziel, dass Unternehmen und auch Kommunen ihre Umweltdaten veröffentlichen, etwa die klimaschädlichen Treibhausgasemissionen und den Wasserverbrauch. Einmal jährlich erhebt das CDP im Namen von Investoren anhand von standardisierten Fragebögen auf freiwilliger Basis Daten und Informationen zu CO2-Emissionen, Klimarisiken und Reduktionszielen und -strategien von Unternehmen. Das CDP verwaltet die mittlerweile weltweit größte Datenbank ihrer Art.
Mehr als 655 institutionelle Anleger unterstützen das Projekt als so genannte „Signatory Investors“. Zusammen genommen verwalten diese Investoren ein Vermögen von mehr als 78 Billionen US-Dollar und sind damit im Besitz eines Großteils der umsatzstärksten börsennotierten Unternehmen der Welt. Das CDP ist unabhängig und finanziert sich durch ein breites Spektrum an Sponsoren, außerdem durch Mitgliedsbeiträge und im Rahmen von besonderen Projekten und Partnerschaften. Die von den Unternehmen freigegebenen Daten und die jährlichen CDP Berichte sind auf der Internetseite des CDP für alle Interessenten frei verfügbar. Die Investoren, die das CDP unterstützen, erhalten auch Zugang zu nicht-öffentlichen Informationen.
Insgesamt gibt es 31 Samples, aufgeteilt nach Ländern, Regionen bzw. Sektoren.
Gründerin des Carbon Disclosure Project war Tessa Tennant oder Paul Simpson.

## Verwendung der berichteten Daten
Investoren, Unternehmen, politische Entscheidungsträger, Wissenschaftler und die Medien nutzen die CDP-Daten, um sich über klimarelevante Daten und Strategien von Unternehmen zu informieren. Investoren verwenden diese Daten u. a. zur Bewertung langfristiger Chancen und Risiken ihrer Portfoliounternehmen, zur Festlegung ihrer Investmentstrategie, zur Entwicklung von Anlageprodukten und Indizes sowie auch zur Einreichung von Anträgen auf Hauptversammlungen und der direkten Zusammenarbeit mit dem Unternehmensmanagement. Die berichtenden Unternehmen selbst nutzen die Daten einerseits für den Vergleich mit der Konkurrenz und andererseits zur Lokalisierung von Kosten-Einsparungspotentialen und zur Entwicklung von Strategien zur Kontrolle und zum Abbau von Treibhausgas-Emissionen.

## CDP-Fragebogen
Der Fragebogen umfasst vier Teile:
1. Einschätzungen des Managements über die mit dem Klimawandel einhergehenden Risiken und Chancen für das Unternehmen
2. Systematische Erfassung von Treibhausgasemissionen (Carbon Accounting)
3. Strategien des Managements hinsichtlich der Reduktion von Treibhausgasemissionen, Risikosteuerung und Erschließung von Potenzialen
4. Corporate Governance hinsichtlich des Klimawandels

Zur Messung der Treibhausgas-Emissionen wird den Unternehmen empfohlen, sich am GHG Protocol („Greenhouse Gas Protocol“) und dem ISO-14064-Standard zu orientieren.

## Verbreitung des CDP
Das CDP hat seinen Hauptsitz in London, weitere Büros sind in New York, Dublin, Paris, Berlin, São Paulo, Stockholm und Tokio angesiedelt. Insgesamt erhebt das CDP in etwa 60 Ländern Daten, wobei die Zusammenarbeit mit Partnerorganisationen eine wichtige Rolle spielt.
Im Jahr 2009 haben insgesamt mehr als 2.400 Unternehmen ihre Treibhausgasemissionen an das CDP berichtet, darunter 82 % der Global-500-Unternehmen. 2010 wurde die Informationsanfrage an ca. 7.000 Unternehmen versendet.

## CDP Deutschland
In Deutschland ist das CDP seit 2006 aktiv. Im Jahr 2009 haben insgesamt 102 der befragten 200 größten börsennotierten Unternehmen an der Klimadatenerfassung teilgenommen (51 %). Die im DAX notierten Unternehmen sind unter den Teilnehmern fast vollständig vertreten (97 %), in den anderen Indizes (MDAX, TecDAX, HDAX, SDAX) ist die Teilnahmequote deutlich geringer. Strategische Partner des CDP in Deutschland sind die KPMG AG Wirtschaftsprüfungsgesellschaft und der WWF Deutschland. Seit April 2009 ist das CDP in Deutschland mit einem eigenen Büro vertreten (Sitz Berlin).

## CDP-Rating
Aus den berichteten Daten erstellt das CDP für einige Samples den Carbon Disclosure Leadership Index (CDLI). Er gibt einen Überblick über die Ausführlichkeit der Berichterstattung. Der CDLI 2008 umfasste nominal die jeweils 30 Unternehmen mit den höchsten Wertungen, aufgeteilt in die Kategorien Treibhausgas-intensive Branchen und Treibhausgas-arme Branchen. Seit 2009 wird diese Unterscheidung nicht mehr getroffen und in den CDLI werden die am besten berichtenden Unternehmen einbezogen, welche ihre Informationen öffentlich freigeben und das CDP Online Response System verwenden.
Die Bewertungsmethoden des CDP enthielten 2009 zum ersten Mal eine separate Betrachtung der Performance. Dabei wird anhand der Antworten im Fragebogen die Qualität der unternehmerischen Maßnahmen zur Reaktion auf den Klimawandel bewertet. Die am besten abschneidenden Unternehmen bilden den Carbon Performance Leadership Index (CPLI). Die Einführung der Performance-Scores bietet die Möglichkeit, Fortschritte der Unternehmen im Umgang mit dem Klimawandel wahrzunehmen und zwischen guter Berichterstattung und der Planung und Umsetzung von Maßnahmen zu unterscheiden. In Zukunft sollen die Performance-Scores in den CDLI miteinbezogen werden.

## Weitere CDP-Projekte
Im Jahr 2007 begann das CDP mit der Erfassung der Treibhausgasemissionen, die in der gesamten Wertschöpfungskette von teilnehmenden Unternehmen verursacht werden (CDP Supply Chain). Hierbei werden die indirekten Emissionen aller Produktionsstufen von Verarbeitung über Verpackung bis zum Transport evaluiert.
Außerdem weitete das CDP im Jahr 2008 sein Projekt auf die Zusammenarbeit mit Regierungen aus (CDP Public Procurement), um eine höhere Energieeffizienz im staatlichen Beschaffungswesen zu erreichen. Im Rahmen des 2008 etablierten Städteprojekts (CDP Cities) haben sich 30 US-amerikanische Städte dazu verpflichtet, Informationen über Treibhausgas-Emissionen sowie Chancen und Risiken des Klimawandels in ihrem Zuständigkeitsbereich zu erfassen. 2010 wurden zudem erstmals Daten zum Wasserverbrauch der weltweit größten Firmen erfragt (CDP Water Disclosure).
Zudem setzt sich CDP im Rahmen des Carbon Disclosure Standard Bords (CDSB) gemeinsam mit Gesetzgebern, gemeinnützigen Gruppen und Wirtschaftsprüfungsgesellschaften für die Entwicklung eines einzigen einheitlichen Regelwerks für Unternehmensberichte über Klimawandel ein. Ein erster Entwurf eines solchen Regelwerks wurde im Mai 2009 veröffentlicht.

## Rechtsstatus
Das Carbon Disclosure Project ist ein eingetragener gemeinnütziger Verein (Registered Charity no. 1122330) und eine in England registrierte Gesellschaft mit Haftungsbeschränkung nach britischem Recht (CLG no. 05013650). Weiterhin gilt es als „spezielles Projekt“ der gemeinnützigen Organisation Rockefeller Philanthropy Advisors mit gemeinnützigem (501(c)3) Status in den Vereinigten Staaten. In Deutschland ist das CDP als gemeinnützige GmbH registriert (HRB 119156B).

## Kritik
Die Wirtschaftswoche kritisierte, dass ausschließlich Großkonzerne Bestnoten erzielen, die genau nachweisen können, woher ihre CO2-Emissionen kommen und diese um einen geringen Prozentsatz pro Jahr senken. Die absolute Höhe spielt keine Rolle, so wurde RWE trotz „einigen der klimaschädlichsten Kraftwerke in Europa“ ausgezeichnet. „aussagekräftig ist der Spitzenplatz … nicht“.
Die fehlende Transparenz der Organisation Carbon Disclosure Project wird kritisiert, so finden sich keine detaillierten Informationen über die Anzahl der Beschäftigten, Einnahmen und Ausgaben, Gehälter des Vorstands.